# Dactyloscopus zelotes
Dactyloscopus zelotes är en fiskart som beskrevs av Jordan och Gilbert, 1896. Dactyloscopus zelotes ingår i släktet Dactyloscopus och familjen Dactyloscopidae. IUCN kategoriserar arten globalt som otillräckligt studerad. Inga underarter finns listade i Catalogue of Life.